# 角蚕
角蚕（学名：Torrea candida）为眼蚕科角蚕属的动物。分布于日本海、地中海、印度洋、大西洋、太平洋，包括东海黑潮区、南海等海域，属于热带和亚热带上层海区暖水种。